# Hertugdømmet Głogów
Hertugdømmet Głogów, også kendt under sit tyske navn hertugdømmet Glogau, var et af mange schlesiske hertugdømmer beliggende i Nedre Schlesien i nutidens Polen.
I 1177 under Konrad Tyndben, den yngste søn af ærkehertug Władysław 2. af Polen, var Głogów allerede blevet hovedstad i et selvstændigt hertugdømme. Imidlertid skete der det, at da Konrad døde på et tidspunkt mellem 1180 og 1190, blev hans hertugdømme arvet af hans storebror Bolesław 1. den Høje, der var hertug af Wrocław. Efter at Bolesławs sønnesøn, Henrik 2. den Fromme, døde i slaget ved Legnica i 1241, delte hans sønner hertugdømmet Wrocław mellem sig. Konrad, der var barn, da hans far døde, krævede også sin ret, og i 1251 fik han Głogów af sin ældre bror Bolesław 2. den Skaldede, der da var hertug af Legnica.
Under Konrads søn, Henrik 3., blev hertugdømmet indskrænket, som opdelingen af Schlesien fortsatte, idet små hertugdømmer som Ścinawa og Żagań blev fjernet fra Głogów for at blive selvstændige i 1273, fulgt af Oleśnica og Wołów i 1312. Da Henriks søn, Przemko, døde i 1331 uden arvinger, var kong Johan af Bøhmen i stand til at bemægtige sig Głogów som len under kongeriget Bøhmen. Han gav det til Henrik 1. af Jawor af Piast-slægten seks år senere. Da Henrik ikke efterlod sig arvinger, inddrog Johans søn, Karl 4., halvdelen af Głogów under Bøhmen, mens han gav den anden halvdel til Henrik 5. af Żagań i 1349.
Da Głogów-linjen af Piast-slægten i 1476 uddøde med Henrik 11.s død, udbrød der kampe om at blive hans efterfølger mellem hans fætter, Jan 2. den Gale af Żagań, og Albert 3. Akilles af Brandenburg, der var far til Henriks enke, Barbara af Brandenburg. Som følge heraf blev hertugdømmets nordligste del omkring Krosno Odrzańskie indlemmet i markgrevskabet Brandenburg i 1482. Jan angreb imidlertid uanfægtet heraf naboområderne, og det lykkedes ham i 1480 at invadere den bøhmiske del af Głogów. Dette bragte omsider den bøhmiske tronprætendent Matthias Corvinus på banen, og han erobrede i 1488 Głogów, afsatte Jan og gjorde sin søn Jánus hertug der.
Ved Matthias' død i 1490 blev hans landområder arvet af kong Vladislas 2. af Bøhmen, som gav Głogów i len til sine brødre Johan 1. Albert i 1491 og Sigismund 1. den Gamle i 1499, begge senere konger af Polen. I 1506 blev hertugdømmet endegyldigt inkorporeret i Den Bøhmiske Krones Lande, som efter Vladislas' søn, Ludvig 2.s død i 1526, giv i arv til ærkehertug Ferdinand 1., hvorpå det blev en del af det habsburgske monarki.
Głogów forblev under Bøhmens krone som en del af provinsen Schlesien til afslutningen af den første schlesiske krig i 1742, hvorpå det lige som størstedelen af det øvrige Schlesien blev en del af Frederik den Stores Preussen. Områderne i den Schlesiske Provins øst for Oder-Neisse-linjen tilfaldt efter 2. verdenskrig Polen.

## Hertuger af Głogów
Hertugdømmet etableredes ved Konrad I/II af Głogów 1251.
- 1273/74–1309: Henrik III af Głogów (også kendt som Henrik I)
- 1309–1323: Henrik IV af Głogów (også kendt som Henrik II) (döød 1342), søn, sammen med brødrene:
  - 1312–1319 Johan
  - 1312–1323 Premyslav II

Deling 1312: Hertugdømmet Oels til Boleslav (død 1321), Hertugdømmet Namslau til Konrad I (død 1366), også sønner af Henrik III
- 1323–1331: Premyslav II (død 1331)

1331: Hertugdømmet anerkender kong Johan den blinde af Böhmen som lensherre.
1344: Glogau deles i en hertugelig og en kongelig del
- 1344–1369: Henrik V "af jern" (født 1369)
- 1369–1378 Henrik VI den ældre, med brødrene:
  - Henrik VII "Rumpold" og
  - Henrik VIII "Spurven"
- 1378–1394 Henrik VII "Rumpold"
- 1394–1397 Henrik VIII "Sparven"
- 1397–1412 Johan I af Sagan og Glogau, med formynderen
  - 1397–1401 Ruprecht I af Liegnitz
- 1413–1467 Henrik IX med:
  - 1413–1423 Henrik X "Rumpold" og
  - 1413–1418 Wencel, sønner af Henrik VIII
- 1467–1476: Henrik XI, sidste hertug af Glogaulinjen af huset Piast

1476–1482: Arvsstrid
- 1482–1488: Johan II "den gale" af Sagan, afsat 1488, død 1504, sidste hertug af Saganlinjen af huset Piast
- 1488–1490: Johan Corvinus, uægteskabelig søn af kong Matthias Corvinus
- 1490: Inddraget under den böhmiske krone af kong Vladislav II
  - 1491–1496: Pantsat til Johan I Albrekt af Polen
  - 1499–1506: Forlenet til Sigismund 1. af Polen

I 1506 blev hertugdømmet et böhmisk kronlen.

## Hertuger af den kongelige del af Głogów
- 1384–1410 Premyslav I af Teschen
- 1410–1431 Boleslav I af Teschen
- 1431–1460 Vladislav af Teschen
  - 1460–1480 Livgeding for Vladislavs enke Margareta von Cilli (død 1480)
- 1460–1476 Premyslav II af Teschen (død 1477)
- 1476: bortforlenet af kong Matthias Corvinus til Johan II af Sagan

51°40′N 16°5′Ø / 51.667°N 16.083°Ø